# 게오르기오스 발라카키스
게오르기오스 발라카키스(영어: Georgios Balakakis)는 그리스의 펜싱 선수이다. 그는 아테네에서 열린 1896년 하계 올림픽과 1906년 중간 올림픽에 참가했다.
발라카키스는 플뢰레 경기에 나갔다. 예선전에서 외젠 앙리 그라벨로트, 아타나시오스 부로스, 콘스탄티노스 콤니노스 밀리오티스에게 모두 패하면서 예선 4위를 차지했다. 전체적으로는 그와 마찬가지로 전패를 기록한 이오아니스 풀로스와 함께 7위를 기록한 셈이 된다.